# الیوت گرین
الیوت گرین (انگلیسی: Elliot Green؛ زادهٔ ۵ اکتبر ۱۹۹۳) بازیکن فوتبال است.
از باشگاه‌هایی که در آن بازی کرده‌است می‌توان به باشگاه فوتبال گرنثم تاون و باشگاه فوتبال ایستوود اشاره کرد.